# Єлизавета Амалія Австрійська
Єлизавета Амалія Австрійська (нім. Elisabeth Amalie von Österreich), повне ім'я Єлизавета Амалія Євгенія Марія Терезія Кароліна Луїза Йозефа нім. Elisabeth Amalie Eugenia Maria Theresia Karoline Luise Josepha; 7 липня 1878 — 13 березня 1960) — австрійська ерцгерцогиня з династії Габсбургів, донька ерцгерцога Карла Людвіга та Марії Терези Португальської, дружина принца Ліхтенштейнського Алоїза, матір князя Ліхтенштейну Франца Йозефа II, бабуся правлячого князя Ганса-Адама II.

## Біографія
Єлизавета Амалія народилася 7 травня 1878 у Райхенау-ан-дер-Ракс, відомому курорті Австро-Угорської імперії, другою дитиною та другою донькою в родині ерцгерцога Карла Людвига та його третьої дружини Марії Терези Португальської. Мала рідну сестру Марію Аннунціату та єдинокровних братів Франца Фердинанда, Отто Франца, Фердинанда Карла і сестру Маргариту Софію від попереднього шлюбу батька. Країною в цей час правив їхній дядько Франц Йосиф I.
У віці 24 років Єлизавета Амалія взяла шлюб із 33-річним ліхтенштейнським принцом Алоїзом. Весілля відбулося 20 квітня 1903 у Відні. З метою підкреслити увагу на тому, що Австрія вважає Ліхтенштейнів повноправною правлячою династією, на церемонії був присутнім імператор Франц Йосиф I.
Катерина Радзивілл описувала Єлизавету Амалію невдовзі після одруження як дуже красиву жінку, більше схожу на матір, ніж на представників Габсбургів, зауважуючи, що їхню фамільну нижню губу вона не успадкувала.
Проживала пара у різних замках Австрії. Їхній первісток з'явився у замку Фрауенталь. Хрещеним батьком новонародженого також став Франц Йосиф I, на честь якого хлопчик і отримав своє ім'я. Всього ж у шлюбі народила восьмеро дітей. 1908 року Алоїз зробив резиденцією сім'ї замок Ґросс-Улленсдорф у чеській частині імперії, поблизу міста Шумперк.
Єлизавета Амалія була пристрасною автомобілісткою. В її колекції була 31 автівка. Більшість стаєнь замку Секешфегервару були, за її наказом, перетворені на гаражі, замість конюхів — на роботу взяті механіки та шофери. Чоловік не поділяв її захоплення, в своєму оточенні він вважався заповзятим книжником. У родині Габсбургів таке хобі теж було незвичним. Правлячий дядько взагалі ніколи не користувався автомобілями. Громадськість про захоплення принцеси майже нічого не знала.
26 лютого 1923 чоловік відмовився від престолонаслідування на користь сина Франца Йозефа. Після смерті правлячого князя Франца I у 1938, Франц Йозеф успадкував престол Ліхтенштейну. Чоловік помер від грипу 16 березня 1955 у замку Вадуц. 
Єлизавета Амалія пішла з життя п'ять років потому, 13 березня 1960 року. Похована з чоловіком у королівському склепі Кафедрального собору Вадуца.
Зараз Ліхтенштейном править їхній онук Ганс-Адам II.

## Родина

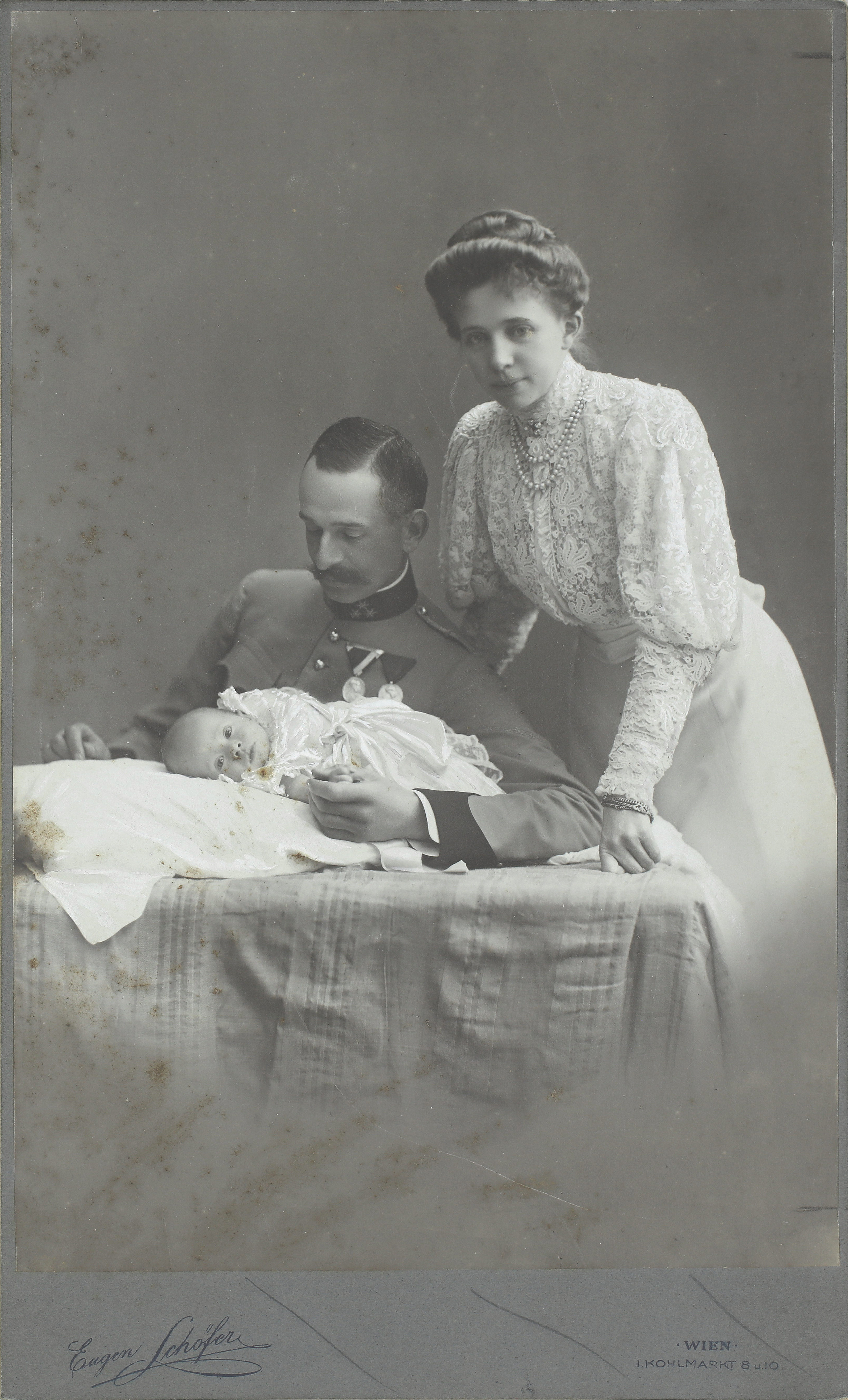
Єлизавета Амалія із чоловіком та первістком

Чоловік — Алоїз Ліхтенштейнський
Діти:
- Франц Йозеф (1906—1989) — князь Ліхтенштейну у 1938—1989, був одружений з Георгіною фон Вілчек, мав п'ятьох дітей;
- Марія Терезія (1908—1973) — дружина графа Артура Штрахвіца фон Ґросс-Заухе унд Камінець, мала двох синів та доньку;
- Карл Альфред (1910—1985) — був одружений із Агнесою Австрійською, мав семеро дітей;
- Георг Гартманн (1911—1998) — був одружений з Марією Крістіною Вюртемберзькою, мав шестеро доньок та сина;
- Ульріх Дітмар (1913—1978) — не одружувався, дітей не мав;
- Марія Генрієтта (1914—2011) — дружина графа Петера фон унд цу Елць, мала з ним трьох синів;
- Алоїз Генріх (1917—1967) — не одружувався, дітей не мав;
- Генріх Гартнайд (1920—1993) — був одружений із графинею Амалією Подштацькі-Ліхтенштейн, мав сина та двох доньок.